# 布鲁克诺伊多夫
布鲁克诺伊多夫（Bruckneudorf）是奥地利布尔根兰州滨湖新锡德尔县的一个市镇。总面积36.7平方公里，总人口2609人，人口密度71.1人/平方公里（2001年）。